# Megaphorus minutus
Megaphorus minutus là một loài ruồi trong họ Asilidae. Megaphorus minutus được Macquart miêu tả năm 1834. Loài này phân bố ở vùng Tân Bắc giới.